# A Ballads
A BALLADS es la segunda compilación BEST de la cantante japonesa Ayumi Hamasaki, lanzado originalmente el 12 de marzo del año 2003. El título pronunciado por la misma Ayumi en comerciales del álbum fue A BALLAD (エー・バラード Ei Baraddo?), pero el álbum escrito en caracteres romanos es BALLADS.

## Información
Tras el lanzamiento de A BEST en el año 2001, ésta es la segunda compilación de éxitos de Ayumi Hamasaki, y para esta ocasión fueron incluidas sus baladas más representativas, y he que de ahí proviene el nombre del álbum. Debido a no tener el éxito esperado, principalmente después de que A BEST vendió más de 4 millones de copias, y éste ni siqiera alcanzó a vender 2 millones, esta compilación fue considerada un fracaso en ventas. 
La principal canción que fue utilizada para promocionar este álbum fue la versión terminada de "RAINBOW", la cual no alcanzó a terminarse para el álbum del 2002 RAINBOW debido a que Ayumi no alcanzó a ocurrírsele una letra para la canción, y solo se tenía la melodía. Debido a esto la cantante le pidió ayuda a sus fanáticos, quienes enviaron cientos de ideas para completar la canción a su página web oficial en internet, con lo que finalmente se pudo finalizar la canción, que fue incluida en el álbum. En los créditos de éste Ayumi agradece a todos los que la ayudaron nombrándolos como RAINBOW-LOVERS. La idea para las portadas del álbum también fueron sacadas de esta misma canción, o de hecho su video musical. Dentro del video se mostraban a dos Ayumis, que según ella misma ha dicho en entrevistas representaban a la triste e insegura niña que era en el pasado, y la más segura, y también más feliz mujer que es en el presente. Dentro de todo el video la niña triste escapa de la Ayumi del presente, hasta que finalmente terminan topándose en un bar, donde termina el ciclo y la chica triste desaparece, dejando solo a la Ayumi Hamasaki del presente. Cuatro portadas distintas fueron realizadas para este álbum, y en todas ellas se muestran a las dos Ayumis mostrando su afecto hacia ella misma. Las portadas, así como el video musical de "RAINBOW" causaron también bastante alboroto, principalmente por posiciones bastante comprometedoras entre las dos (que realmente son la misma persona), así también como besos.
La otra canción que cabe destacar del álbum es el primer cover realizado por Ayumi de otra artista, "Sotsugyou Shashin" (Foto de la Graduación) de la cantante Yumi Arai. Ayumi también cantó otro de los temas de Arai, como "Haru yo, Koi", pero solo en presentaciones en vivo, y la canción antes mencionada es la única versión grabada de estudio de los covers realizados.
Las demás canciones incluidas en el álbum fueron elegidas por fanáticos de la artista, y prácticamente todas fueron re-arregladas y mejoradas, para que lograran encajar mejor con el adjetivo de "balada". Y no todas son sencillos, como "Who..." que es la canción que Ayumi dedicó a su abuela, que fue la persona que la crio. Sin embargo hay excepciones, ya que como por ejemplo la versión regrabada del emblemático tema "A Song for ××" es una versión rock, y también algunas partes de las letras de esta canción fueron cambiadas.

## Lista de canciones
Todas las letras escritas por Ayumi Hamasaki, excepto la pista 14 (escrito por Yumi Arai).

| N.º | Título                                                             | Música           | Arranger(s)         | Duración |  |
| 1.  | «RAINBOW»                                                          | Crea +D.A.I      | CMJK                |          |  |
| 2.  | «appears» (HΛL'S Progress)                                         | Kazuhito Kikuchi | HΛL                 |          |  |
| 3.  | «Key» (～eternal tie ver.～)                                       | Kunio Tago       | Naoto Suzuki        |          |  |
| 4.  | «YOU» (nothen breeze)                                              | Yasuhiko Hoshino | tasuku              |          |  |
| 5.  | «TO BE» (2003 ReBirth Mix)                                         | D.A.I            | Naoto Suzuki, D.A.I |          |  |
| 6.  | «HANABI»                                                           | Crea+D.A.I       | CMJK                |          |  |
| 7.  | «M» (HΛL'S Progress)                                               | Crea             | HΛL                 |          |  |
| 8.  | «Dearest»                                                          | Crea+D.A.I       | Naoto Suzuki        |          |  |
| 9.  | «Dolls»                                                            | Crea             | HΛL                 |          |  |
| 10. | «SEASONS» (2003 ReBirth Mix)                                       | D.A.I            | Naoto Suzuki        |          |  |
| 11. | «Voyage»                                                           | Crea+D.A.I       | Ken Shima           |          |  |
| 12. | «A Song for ××» (030213 Session #2)                                | Yasuhiko Hoshino | Shingo Kobayashi    |          |  |
| 13. | «Who...» (Across the Universe)                                     | Kazuhito Kikuchi | CMJK                |          |  |
| 14. | «Sotsugyou Shashin (卒業写真 Sotsugyō Shashin?)» (Yumi Arai cover) | Yumi Arai        | tasuku              |          |  |

- Datos: Q2271252